# Ghiacciaio Whitney
Il ghiacciaio Whitney (in lingua inglese:Whitney Glacier) è un ghiacciaio tributario antartico, lungo 10 km, che fluisce in direzione nordest dal Monte Ellsworth per confluire nel ghiacciaio Amundsen dove entra poco a sud del Robinson Bluff, nei Monti della Regina Maud, in Antartide.   
Fu mappato dalla prima spedizione antartica (1928-30) dall'esploratore polare statunitense Byrd.
La denominazione fu assegnata dall'Advisory Committee on Antarctic Names (US-ACAN) in onore di Raymond L. Whitney, meteorologo presso la base Amundsen-Scott durante la sessione invernale del 1961.